# ماريان إنجل
ماريان إنجل (بالإنجليزية: Marian Engel)‏‏ (24 مايو 1933 في تورونتو - 16 فبراير 1985 في تورونتو) كاتِبة، وروائية، وأستاذة جامعية، وكاتبة للأطفال من كندا.

## التعليم
تعلمت ماريان إنجل في:
- جامعة ماكماستر[7]
- جامعة مكغيل[7]

## الجوائز
حصلت ماريان إنجل على الجوائز الآتية:
- ضابط وسام كندا[11]
- جائزة الحاكم العام للروايات باللغة الإنجليزية [الإنجليزية]‏[12]